# Institut Aéronautique Jean Mermoz
Institut Aéronautique Jean Mermoz (IAJM) (Nl.: Jean Mermoz Luchtvaart Instituut) is een Franse luchtvaartschool en is gevestigd op Rungis.

## Geschiedenis
De luchtvaartschool werd in 1957 opgericht door André Ramondo, gezagvoerder van de luchtvaartmaatschappij Air France. Ze werd vernoemd naar de Franse luchtvaartpionier Jean Mermoz, die op 7 december 1936 met zijn postvliegtuig verdween boven de Atlantische Oceaan, na de melding van een motorstoring.
Bij de IAJM wordt men opgeleid tot verkeersvlieger en behaalt men een ‘frozen’ ATPL. De school is ook uitgever van alle boeken die nodig zijn om een piloot te worden, in het Frans en het Engels.